# The Supremes Live! In Japan
The Supremes Live! In Japan è un album live del gruppo musicale statunitense The Supremes e pubblicato dalla Motown Records nel 1973.
L'album, che contiene la registrazione del concerto tenuto dalle Supremes a Tokyo il 2 giugno di quell'anno, non fu pubblicato al di fuori del Giappone prima del 2004.

## Tracce
1. Introduction
2. T.C.B/ Stop! In the Name of Love
3. Medley: For Once in My Life / I'll Take You There / Cabaret
4. Stoned Love
5. Can't Take My Eyes Off You/ Quiet Nights of Quiet Stars
6. New Hits Medley: Floy Joy / Automatically Sunshine / Nathan Jones / Up the Ladder to the Roof
7. Hits Medley: Reflections / Where Did Our Love Go / Baby Love / My World Is Empty Without You
8. Bad Weather
9. Cherry Pie
10. Tossin' and Turnin'
11. Somewhere